# Symmachia urichi
Symmachia urichi är en fjärilsart som beskrevs av William James Kaye 1925. Symmachia urichi ingår i släktet Symmachia och familjen Riodinidae. Inga underarter finns listade i Catalogue of Life.